# Wahlhausen
Wahlhausen ist eine Gemeinde im thüringischen Landkreis Eichsfeld an der Werra, unmittelbar an der Grenze zu Hessen gelegen. Sie gehört zur Verwaltungsgemeinschaft Hanstein-Rusteberg.

## Geographische Lage
Wahlhausen liegt an der Westgrenze des Naturparks Eichsfeld-Hainich-Werratal an der Mündung der Walse in die Werra. Nördlich befindet sich der Höhenzug Höheberg (508,9 m ü. NN) und südöstlich der Höhenzug Gobert (569 m ü. NN). Jenseits und damit westlich der Werra liegt das zu Nordhessen gehörende Soodener Bergland. Nachbarorte sind Ellershausen und Lindewerra im Nordwesten, Dietzenrode und Sickenberg im Osten und Bad Sooden-Allendorf im Süden.

## Geschichte
Die erste urkundliche Erwähnung Wahlhausens datiert aus dem Jahre 1243 als „Waldesa“. Diese überlieferte Urkunde eines „Hartung von Waldesa“ protokolliert eine Schenkung an das Kloster Germerode. Die erste Namensschreibung war „Waldesa“; das bedeutet Waldwasser und leitet sich von dem Bach ab, der durch den Ort fließt. 1336 wird der Ort auch „Wasser-Waldesa“ genannt.
Das Dorf gehörte je zur Hälfte den Landgrafen von Hessen und dem Kloster Fulda. 1291 erhielt Heinrich von Hanstein den hessischen Anteil als Lehen. Das Fuldaer Lehen war im Besitz der Grafen von Eberstein, die es im gleichen Jahr an Hugo von Marchia und Konrad von Worbis verkauften. 1354 verkauften die Herren von Worbis ihren Anteil an die von Hanstein, die Wahlhausen 1374 schließlich komplett besaßen. Als die Hansteiner nach dem Verfall ihrer Stammburg ihre Wohnsitze in die umliegenden Dörfer verlegten, errichteten sie auch in Wahlhausen drei Herrenhäuser, den Unter-, Mittel- (oder auch Ershäuser-) und den Oberhof. Vor diesen neuen Ansitzen verschwand das Dorf fast, und so nannte man den Ort mit Rücksicht auf die neuerbauten Häuser „Waldes-Haus“. Daraus hat sich die heutige Namensform Wahlhausen ergeben. Landesherr war bis zur Säkularisation 1802 Kurmainz.
Das „Hansteinsche Patrimonialgericht“ hatte von 1772 bis 1849 seinen Sitz in Wahlhausen. 1802 bis 1807 wurde der Ort preußisch und kam dann zum Königreich Westphalen. Von 1815 bis 1945 war er Teil der preußischen Provinz Sachsen. 1945 wurden die Hansteinschen Güter enteignet und aufgeteilt. Bis 1949 war der Ort Teil der sowjetischen Besatzungszone und ab 1949 Teil der DDR. Bis zur Wende und Wiedervereinigung 1989/1990 war Wahlhausen von der nahen innerdeutschen Grenze massiv beeinträchtigt. Er gehörte zur „5-km-Sperrzone“ entlang der innerdeutschen Grenze. In der Nacht vom 17. auf den 18. August 1989 geriet Wahlhausen wegen der Schüsse auf Wahlhausen in die Medien. Unbekannte hatten 91 Schüsse über die innerdeutsche Grenze vom hessischen Bad Sooden-Allendorf aus auf Wahlhausen abgefeuert, ohne Personen zu treffen. Täter und Hintergründe sind nicht aufgeklärt. Die häufigsten Hypothesen sind, dass es sich um ein Ablenkungsmanöver der Stasi oder einen Dummejungen-Streich handelte.
Seit 1990 gehört der Ort zum wieder gegründeten Bundesland Thüringen. Die kleine Familienkirche derer von Hanstein wurde gerade noch rechtzeitig restauriert, somit vor dem Verfall bewahrt und ist das Gemeindeschmuckstück. Glasfenster hatte Professor Otto Linnemann aus Frankfurt geschaffen.
Der historische Ortskern von Wahlhausen wurde im Juni 2018 als Denkmalensemble in das Denkmalbuch des Freistaates Thüringen eingetragen.

### Einwohnerentwicklung
Entwicklung der Einwohnerzahl (31. Dezember): Datenquelle: Thüringer Landesamt für Statistik
| - 1994: 390 - 1995: 369 - 1996: 354 - 1997: 330 - 1998: 250 - 1999: 246 | - 2000: 256 - 2001: 266 - 2002: 310 - 2003: 334 - 2004: 343 - 2005: 342 | - 2006: 343 - 2007: 343 - 2008: 341 - 2009: 340 - 2010: 347 - 2011: 315 | - 2012: 312 - 2013: 324 - 2014: 306 - 2015: 304 - 2016: 310 - 2017: 304 | - 2018: 306 - 2019: 306 - 2020: 303 - 2021: 298 - 2022: 280 |

## Politik

### Gemeinderat
Der Gemeinderat von Wahlhausen setzt sich aus sechs Gemeinderatsmitgliedern zusammen, die nach der Gemeinderatswahl am 26. Mai 2019 alle dem Wahlvorschlag Freie Wähler angehören.

### Bürgermeister
Der ehrenamtliche Bürgermeister Steffen Großheim wurde am 12. Juni 2022 gewählt. Zuvor waren von 2003 bis 2016 Gabriele Stallknecht und von 2016 bis 2022 bis Thomas Gallinger im Amt.

### Wappen
Blasonierung: „Über grünem Schildfuß, darin ein silberner Wellenbalken und eine silberne Wellenleiste, gespalten von Silber und Gold, vorne drei (2/1) schwarze, zunehmende Monde, hinten eine schwarze, giebelseitige Kirche mit Dachreiter, beknaufter Laterne und zwei betagleuchteten Bogenfenstern.“ 
Wappenerklärung: Die schwarzen, zunehmenden Mondsicheln in Silber entstammen dem Wappen derer von Hanstein, die schwarze, giebelseitige Kirche stellt die Ortskirche von Wahlhausen dar und die beiden silbernen Wellen symbolisieren die Flüsse Werra und Walse, an deren Mündung in die Werra Wahlhausen liegt.

## Wirtschaft und Infrastruktur

### Wasser und Abwasser
Die Trinkwasserver- und Abwasserentsorgung wurde auf den Zweckverband Wasserversorgung und Abwasserentsorgung Obereichsfeld übertragen.

## Persönlichkeiten

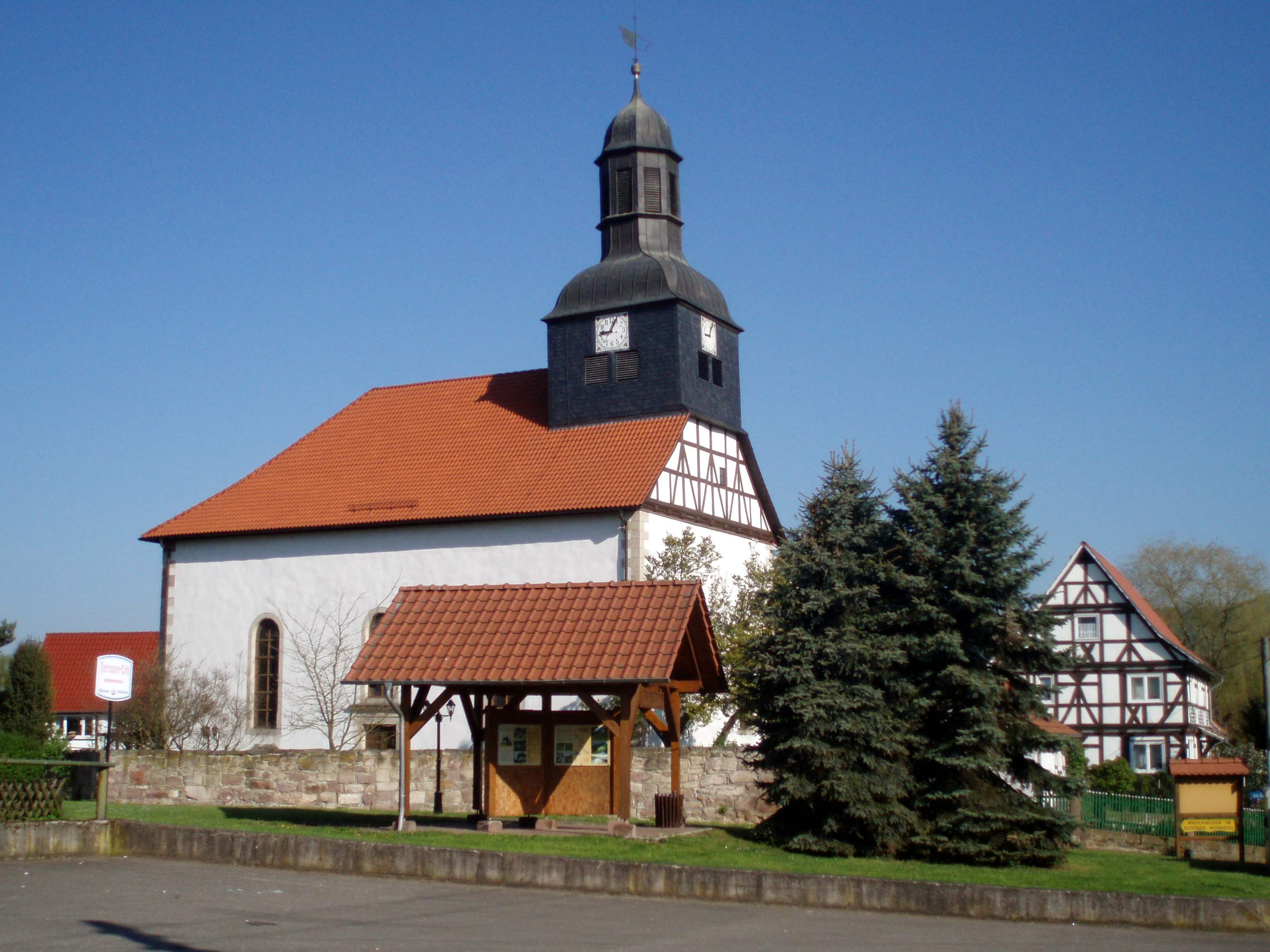
Kirche Wahlhausen

- Fritz Huschke von Hanstein (1911–1996), Rennfahrer und Rennleiter. Sein Vater war Herr auf Gut Wahlhausen-Unterhof.